# Philip W. Sergeant
Philip Walsingham Sergeant (27 de gener de 1872 – 20 d'octubre de 1952) fou un escriptor d'escacs i de temes històrics britànic. Era cosí d'Edward Guthlac Sergeant.

## Principals treballs
Sergeant va col·laborar en la cinquena (1933), sisena (1939), i setena (1946) edicions de Modern Chess Openings, un important llibre de referència sobre obertures d'escacs. Va escriure també llibres biogràfics i de col·leccions de partides de Paul Morphy (Morphy's Games of Chess (1916) i Morphy Gleanings), Rudolf Charousek (Charousek's Games of Chess (1919)), i Harry Nelson Pillsbury (Pillsbury's Chess Career, amb W. H. Watts, 1922), i d'altres llibres rellevants com A Century of British Chess (1934) i Championship Chess (1938).
Harry Golombek ha escrit que considera A Century of British Chess probablement el millor llibre d'escacs de Sergeant, però opina que malgrat que els llibres d'escacs de Sergeant estan ben escrits, tenen nogensmenys carències en els comentaris tècnics, ja que ell no era un mestre prou capacitat per comentar prou bé les partides.

## Llibres d'escacs
Sergeant va escriure o coescriure els següents llibres d'escacs. L'ISBN, quan existeix, es refereix a l'assignat a una reedició posterior de Dover Publications.
- The Art of Chess Combination: A Guide for All Players of the Game, per Ievgueni Znosko-Borovski i Sergeant (traductor), David McKay, 1936. OCLC 6068811.
- A Century of British Chess, Hutchinson & Co., London, i David McKay, Philadelphia, 1934. OCLC 1835573, 5785804.
- Championship Chess, 1938. ISBN 0-486-21012-X.
- Charousek's Games of Chess, G. Bell and Sons, 1919. ISBN 0-486-25832-7.
- An Introduction to the Endgame at Chess, Chatto and Windus, London, i David McKay, Philadelphia, 1939. OCLC 3354712.
- Modern Chess Openings (5a ed.), R. C. Griffith i J. H. White, completament revisat per Sergeant, Griffith, i M. E. Goldstein, publicat per Whitehead & Miller, 1933.
- Modern Chess Openings (6a ed.), R. C. Griffith i J. H. White, completament revisat per Reuben Fine, Griffith, i Sergeant, publicat per Whitehead & Miller, 1939.
- Modern Chess Openings (7a ed.), R. C. Griffith i Sergeant, completament revisat per W. Korn, publicat per Sir Isaac Pitman & Sons, 1946.
- Morphy Gleanings, David McKay, 1932. Reeditat per Dover el 1973 com a The Unknown Morphy. ISBN 0-486-22952-1.
- Morphy's Games of Chess, G. Bell and Sons. ISBN 0-486-20386-7.
- Pillsbury's Chess Career (with W. H. Watts), American Chess Bulletin, 1922. ISBN 0-486-21543-1.
- The Rice Memorial Chess Tournament, New York, 1916, British Chess Magazine, Leeds, American Chess Bulletin, 1916. OCLC 5634454. OCLC 42985251 (2a ed., British Chess Magazine, 1968).

## Altres llibres
Sergeant va escriure o coescriure els següents llibres sobre tema diferent als escacs. Com en la secció anterior, es dona la data de l'edició més antiga. L'ISBN, quan existeix, es refereix a l'assignat a la reedició més moderna del llibre.
- Anne Boleyn: A Study, Hutchinson & Co., London, 1923. OCLC 59642584.
- Behind the Scenes at the Court of Vienna : the Private Life of the Emperor of Austria from Information by a Distinguished Personage at Court, by Henri de Weindel and Sergeant, John Long, London, and Musson Book Co., Toronto, 1914. ISBN 9780665988080.
- The Burlesque Napoleon; Being the Story of the Life and the Kingship of Jerome Napoleon Bonaparte, Youngest Brother of Napoleon the Great, T.W. Laurie, London, 1905. OCLC 2580051.
- The Cathedral Church of Winchester; a Description of its Fabric and a Brief History of the Episcopal See, G. Bell & Sons, London, 1899. OCLC 228662417.
- Cleopatra of Egypt, Antiquity's Queen of Romance, Hutchinson & Co., London, 1909. OCLC 5659331.
- The Courtships of Catherine the Great, G. Bell & Sons, London, 1905. OCLC 7222919.
- Dominant Women, Hutchinson & Co., London, 1929. ISBN 9780836911558.
- The Empress Josephine, Napoleon's Enchantress, Hutchinson & Co., London 1908. OCLC 5785897.
- Gamblers All, Hutchinson & Co., London, 1931. OCLC 221288958.
- George, Prince and Regent, Hutchinson & Co., London, 1935. OCLC 185186351.
- The Great Empress Dowager of China, Hutchinson & Co., London, 1910. OCLC 2067404.
- Historic British Ghosts, Hutchinson & Co., London, 1936. ISBN 9780854099962.
- The Last Empress of the French Being the Life of the Empress Eugenie, Wife of Napoleon III, T.W. Laurie, London; J.B. Lippincott Co., Philadelphia, c. 1907 OCLC 271179572.
- Liars and Fakers, Hutchinson & Co., 1925. OCLC 34331916.
- The Life of Ann Boleyn, Hutchinson & Co., London, 1923. OCLC 9346521.
- Little Jennings and Fighting Dick Talbot: a Life of the Duke and Duchess of Tyrconnel, Hutchinson & Co., London, 1913. OCLC 223214364.
- Mrs. Jordan: Child of Nature, Hutchinson & Co., London, 1913. OCLC 2699596.
- My Lady Castlemaine, Being a Life of Barbara Villiers, Countess of Castlemaine, Afterwards Duchess of Cleveland, D. Estes, Boston, 1911. OCLC 14029496.
- The Princess Mathilde Bonaparte, S. Paul and Co., London, 1915. OCLC 1907037.
- The Real Francis-Joseph, the Private Life of the Emperor of Austria, by Henri de Weindel and Sergeant, J. Long, London, and D. Appleton & Co., New York, 1909. OCLC 3990561.
- Rogues and Scoundrels, Hutchinson & Co., London, 1924. OCLC 2737428.
- The Ruler of Baroda: An Account of the Life and Work of the Maharaja Gaekwar, John Murray, London, 1928. OCLC 228676095.
- Witches and Warlocks, Hutchinson & Co., London, 1936. ISBN 9780715810286.